# Santiago Lirio
Santiago Lirio y Burgoa (Quintanilla de Abajo, 1 de mayo de 1814-Madrid, 19 de mayo de 1899) fue un militar español carlista. 
Sirvió en la primera guerra carlista en Castilla la Vieja a las órdenes de su padre. Emigró en 1840 y regresó pocos años después, siendo destinado a Puerto Rico como primer comandante del Cuerpo de Carabineros. 
No abandonó la causa carlista e intervino en la conspiración montemolinista de 1860. Fue diputado en Cortes por Valladolid en 1867 y candidato durante el Sexenio Revolucionario por Valladolid en las elecciones constituyentes de 1869 y por Peñafiel en 1871, aunque no logró ser reelegido. Ascendido a mariscal de Campo por Carlos VII, participó en la tercera guerra carlista como comandante general de Castilla la Vieja.

## Biografía

### Primera guerra carlista
Era hijo de Julián Lirio y de Anastasia Burgoa, vecinos de Peñafiel, aunque su padre procedía de la localidad de Villanueva de los Infantes. Estudiaba en la Universidad de Valladolid cuando murió Fernando VII y se produjo el levantamiento de Castilla por el infante Carlos María Isidro. Dirigía el movimiento el Cura Merino, quien se había destacado en la lucha contra los franceses. Lirio salió de Peñafiel con el batallón carlista del mismo pueblo, yendo con él su padre, uno de los jefes del batallón, el día 22 de octubre, incorporándose a las fuerzas de Merino en La Rioja veinte días después.
Aquellas fuerzas de voluntarios tuvieron que disolverse, y el Cura Merino, con veinte jefes y oficiales, entre ellos Santiago Lirio, emigró a Portugal el 24 de diciembre. Pero al poco tiempo, el 13 de marzo de 1834, organizados dos escuadrones en Portugal, gracias a la protección de Don Miguel, y acompañando siempre a Merino, Santiago entró nuevamente en España.
Durante un año largo, hasta el 25 de septiembre de 1835, los voluntarios carlistas, al mando de Merino, operaron en las provincias de Burgos y Soria. Perseguidos por enemigos diez veces mayores en número, sin abrigos de ninguna clase que les protegiera contra el clima sibérico de las dos provincias, dormían casi constantemente sobre la nieve, pasando días enteros casi sin alimentarse, aquellos soldados lograron resistir y se batieron a columnas enemigas, dobles en número, y en el círculo mismo que formaban las otras. El 26 de septiembre de 1835, obedeciendo la orden recibida, pasaron aquellos voluntarios a las Provincias Vascongadas y Navarra, en las que siguieron la campaña hasta 1836, fecha en que tuvo lugar la famosa expedición de Gómez. En ella estuvo Santiago Lirio como ayudante del brigadier Villalobos, y, muerto este en Córdoba, pasó como ayudante del general en jefe al cuartel general.
El coronel Alcántara y Santiago Lirio fueron enviados como parlamentarios a Alcalá la Real, donde estaba la división cristina de Alaix, siendo recibidos por éste en el primer momento como correspondía; pero enseguida los entregó a la milicia nacional del pueblo en concepto de detenidos por espías. Fueron llevados a Granada y encerrados como prisioneros en la torre del Homenaje de la Alhambra. Al cabo de dos meses y medio de prisión, fueron conducidos a Cádiz y embarcados en un bergantín de comercio inglés, escoltado por otro inglés de guerra, con destino a Santander, donde pudieron adquirir la libertad mediante un cange celebrado en Vitoria.
Inmediatamente volvió Santiago a campaña, y ya había adquirido en ella el empleo de capitán y el grado de teniente coronel, cuando se vio envuelto en el convenio de Vergara, y en su consecuencia pasó con el grado que tenía al regimiento húsares de la Princesa. Pero muy poco tiempo después se separó del servicio, pasando a Ultramar con un destino civil. Según el semanario El Cabecilla, sus principios carlistas, que en ningún momento abandonó, le impedían servir en el ejército liberal, a pesar de la posibilidad que se le ofrecía de hacer carrera en él.

### Destino en Puerto Rico
Destinado como primer comandante del Cuerpo de Carabineros de la Real Hacienda de Puerto Rico en 1844, enfermó nada más llegar a la isla debido a su clima. Ejerció después de administrador en la comisión de la aduana de Mayagüez y en 1846 solicitó regresar a la Península para recuperarse en Madrid junto a su familia de una hepatitis crónica. Obtuvo licencia por seis meses, pero no pudo partir de inmediato por circunstancias ajenas a su voluntad. Pocos meses después enfermaría gravemente. El propio Santiago escribiría al respecto: 

«fui atacado de una grave enfermedad que me puso al borde del sepulcro y de la cual salí como por milagro».

En 1849 lograría viajar finalmente a Madrid y obtuvo por Real Orden una prórroga de la licencia de medio año para que se recuperase totalmente de su enfermedad, que le amenazaba con perder la vista. En 1850 el Intendente de Hacienda de Puerto Rico, Miguel López de Acevedo, lo nombró nuevamente primer comandante de Carabineros, pero achacado nuevamente de sus dolencias, en 1854 volvió a solicitar pasar a la Península y al año siguiente fue declarado cesante.

### Conspiración
De acuerdo con El Cabecilla, durante todo el tiempo que pasó en América, así como después de su vuelta a Madrid, Santiago Lirio mantuvo constantes relaciones con el pretendiente Carlos VI y sus antiguos compañeros de armas en el campo carlista, viéndose por ello muy comprometido y amenazada su vida cuando tuvo lugar la intentona de San Carlos de la Rápita. Pocos años antes de la misma, en 1855, había pedido permiso para pasar a Francia y permanecer dos años en Montpellier, ciudad desde la que carlistas y republicanos preparaban levantamientos contra la monarquía isabelina. En enero de 1862 pediría nuevamente permiso a la reina para pasar al extranjero y permanecer allí durante un año a fin de ocuparse de «asuntos propios y de utilidad general».

### Diputado en Cortes
En marzo de 1867 fue elegido diputado en Cortes por el distrito de Valladolid. Durante el Sexenio Revolucionario volvería a ser candidato por Valladolid, y en las elecciones constituyentes de 1869 obtuvo más votos que su rival Gaspar Núñez de Arce, pero no logró ser proclamado diputado al ser anuladas 17 actas, alegándose como pretexto un retraso en el envío de las mismas.

### Tercera guerra carlista
El 17 de septiembre de 1868 estallaba la revolución contra Isabel II, que triunfó el 29 del mismo mes, y el 14 de octubre el general Lirio ya estaba en París para ponerse a las órdenes de Carlos VII, a cuyo lado permaneció constantemente como ayudante de campo y consejero, hasta que empezó la campaña de 1871. Abierta ésta, en ella se vio desde el principio a Santiago Lirio, testigo y actor en las victorias de Montejurra y Velabieta, desempeñando el cargo de subsecretario de la Guerra.
Posteriormente fue nombrado comandante general de la división de Castilla; con ella, emprendió su marcha para coadyuvar al ataque de Mendiri sobre Santander. La operación se empezó por la división de Castilla, al mando del general Lirio, batiendo completamente a la columna enemiga de Medina Pomar y terminó por la misma división, después de recorrer la provincia de Santander en su mayor extensión, destrozando la vía férrea en muchos puntos, requisando armas y caballos, aumentando el número de sus voluntarios y sin dejar tras de sí en aquellos largos y fatigosos ataques un solo aspeado y enfermo en Ramales. Todo ello a pesar de que aquella columna, que atravesaba un territorio enemigo expuesta a ser atacada por fuerzas superiores, sólo contaba con cinco cartuchos por hombre.

### Posguerra
Después de la guerra y hasta su muerte permanecería leal a la causa carlista. Ya jubilado, por Real Orden de 11 de mayo de 1877 fue rehabilitado por el Ministerio de Hacienda en el percibo de los haberes pasivos que había dejado de percibir a consecuencia de los acontecimientos políticos.
En 1887 el semanario carlista El Cabecilla le dedicaría un artículo en portada con su biografía. El artículo concluía describiendo su fisonomía y reproduciendo la siguiente conversación entre dos carlistas. Estando el general Lirio arrodillado ante el altar mayor de la iglesia de San Antonio del Prado de Madrid pidiendo por la salud del príncipe Don Jaime, un joven carlista preguntaba a un veterano de la tercera guerra:

—¿Quién es ese caballero de figura tan militar y tan varonil?

—Es, —le contestó el otro,— un carlista que cuenta en nuestras
filas más de medio siglo de servicio, que ha estado en 154
batallas y combates; es el veterano entre los pocos veteranos que desgraciadamente nos quedan de la primera guerra civil. 
—¿Pues qué edad tiene —replicó el joven,— para cincuenta años de servicio? 
Los carlistas de antaño, —repuso el otro,— no tenemos edad, y sólo se sabe nuestra edad cuando nos morimos, porque hasta ese mismo momento, ni las condenas, ni las prisiones, ni las privaciones más crueles, ni las heridas, ni las cárceles nos quitan los bríos y el aliento para montar á caballo y coger el fusil por Dios, por la Patria y por el Rey. Nuestro amor á estos sagrados principios nos hace superiores á los mismos efectos de la edad. 
—Grandes defensores ha tenido nuestra causa. 

—Los que tiene todavía, los que ella sola, por ser la causa de la Religión y de la Patria, puede tener.

Estuvo casado con María Vallier y tuvo dos hijos, Santiago y José Lirio y Vallier. Este último fue juez de la localidad de Sagua la Grande (Cuba) y comendador ordinario de la Orden de Isabel la Católica.